# ERS-529
A Rodovia Vespertino de Medeiros Bonorino ou RS-529 é uma rodovia brasileira do estado do Rio Grande do Sul. Pela localização geográfica e funcionalidade, é considerada uma rodovia de ligação. Apenas em 2017 a pavimentação da estrada foi concluída, após mais de 20 anos de obra. 

## Nome
O nome da rodovia foi escolhido em homenagem ao ex-prefeito de Itaqui, Vespertino de Medeiros Bonorino.